# Буррито
Бурри́то (исп. burrito, «ослик», уменьшительное от исп. burro — осёл) — мексиканское блюдо, состоящее из мягкой пшеничной лепёшки (тортильи), в которую завёрнута разнообразная начинка, к примеру, рубленое мясо, пережаренные бобы, рис, помидоры, авокадо или сыр. По желанию в блюдо также добавляется салат, сметана и сальса на основе перца чили.
В отличие от фахиты, буррито подаётся уже готовым, с начинкой внутри, в то время как для фахиты начинку подают отдельно от тортильи, и каждый самостоятельно выбирает, что именно завернуть в тортилью.

## Разновидности
- Влажный буррито покрыт красным соусом чили, похожим на красный соус энчилада, сверху плавленый измельчённый сыр. Его обычно едят из тарелки с помощью ножа и вилки, а не руками[1]. Этот сорт иногда называют «задушенным», «энчилада-стиль», мохадо (по-испански «мокрым») или суизо («швейцарский»; используется в испанском языке для обозначения блюд, увенчанных сыром или сливками). Говорят, что бар «Beltline» в Гранд-Рапидс (штат Мичиган, США) ввёл в меню мокрый буррито в 1966 году.[2]
- Чаша-буррито технически не является буррито, несмотря на своё название, так как она состоит из начинки буррито, подаваемых без тортильи. Наполнители помещаются в миску, а на дно кладётся слой риса[3]. В 2017 году был введён готовый к употреблению вариант миски с буррито[4]. Не путать с салатом тако, в основе которого лежит салат-латук внутри жареной тортильи (тостада).
- Буррито на завтрак — дубль американского завтрака, состоящий из предметов для завтрака, в частности, омлет из яиц, завёрнутый в мучную тортилью. Этот стиль был изобретён и популяризирован в нескольких региональных американских кухнях, в частности, в Новой Мексике, Юго-Западной кухне, Калифорнийской кухне и текс-мексе.
- Чимичанга — обжаренный во фритюре буррито, популярный в юго-западной и текс-мексиканской кухнях, а также в мексиканских штатах Синалоа и Сонора[5].
- Тако похоже на буррито, но подаётся открытым, а не закрытым; как правило, меньшего размера, и часто готовится с использованием кукурузной муки, а не пшеницы[6]. Хосе Ралат, редактирующий посвящённый тако раздел в журнале Texas Monthly, утверждает, что буррито — это разновидность тако[7].